# Super Electric
Super Electric est un maxi du groupe anglais Stereolab, sorti en septembre 1991, et leur premier disque sorti sous le label Too Pure. Les quatre titres de ce maxi ont été repris ensuite dans la compilation Switched On.

## Liste des titres
1. Super-Electric
2. High Expectation
3. The Way Will Be Opening
4. Contact